# Дату Сауді Ампатуан
6°57′26″ пн. ш. 124°26′40″ сх. д. / 6.957222° пн. ш. 124.444444° сх. д.

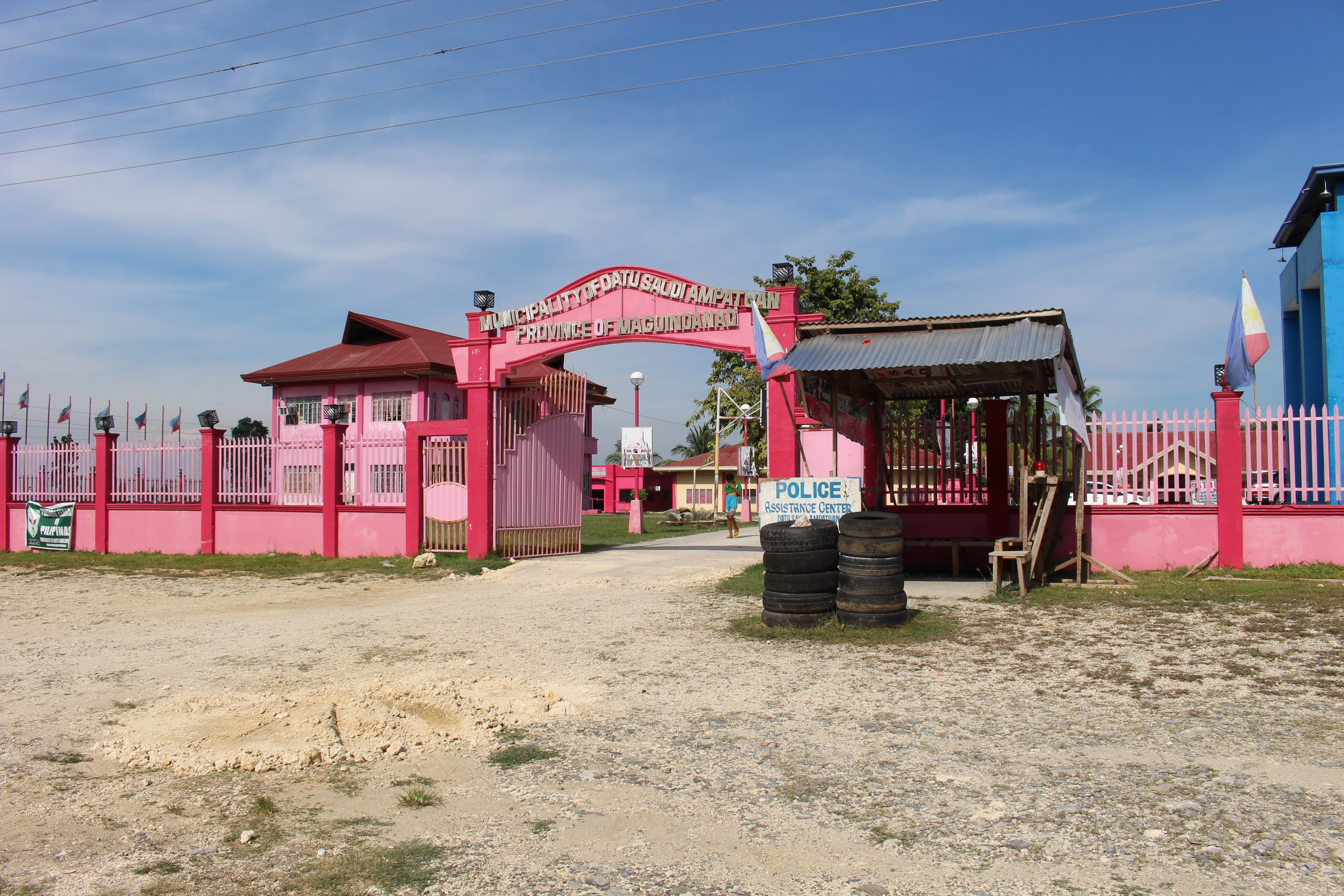
Муніципальний комплекс Дату Саудівської Ампатуан

Дату Сауді Ампатуан, офіційна назва Муніципалітет Дату Сауді Ампатуан (Магінданаон: Ingud nu Datu Saudi Ampatuan; Іранун: Inged a Datu Saudi Ampatuan; тагальська: Bayan ng Datu Saudi Ampatuan), є муніципалітетом 4-го класу в провінції Магінданао дель Сур, Філіппіни. За даними перепису 2020 року, у ньому проживає 31 060 осіб. 

## Етимологія
Муніципалітет був названий на честь колишнього мера Дату Піанг, Магінданао, Дату Сауді Уй Ампатуана, який загинув внаслідок вибуху бомби 24 грудня 2002 року на проспекті Дату Піанг у згаданому муніципалітеті.

## Історія
Дату Сауді Ампатуан було створена відповідно до Закону про мусульманську автономію Мінданао № 151 від 1 липня 2003 року, виділеного з муніципалітету Дату Піанг.
30 липня 2009 року після ратифікації Законів про мусульманську автономію Мінданао № 225 (зі змінами, внесеними MMAA 252) та MMAA 222 (зі змінами, внесеними MMAA 253), муніципалітети Шаріфа Сайдона Мустафа та Дату Салібо, відповідно, були створені з загалом 5 цілих барангаїв і частина одного барангаю від Дату Сауді Ампатуан, на додаток до інших барангаїв від Дату Піанг, Дату Ансай, Мамасапано та Шаріфф Агуак.